# Cyklooxygenas
Cyklooxygenas, förkortat COX, är ett enzym som deltar i bildningen av flera olika viktiga ämnen i kroppen, bland annat prostaglandiner. Dessa deltar i, bland annat, inflammatoriska processer i kroppen. Många antiinflammatoriska läkemedel fungerar genom att hämma detta enzyms funktion. Exempel på COX-hämmare är acetylsalicylsyra och ibuprofen (så kallade NSAID-preparat).
COX föreligger i två olika former, isoenzymer, COX-1 och COX-2:
- COX-1 finns i de flesta vävnader och är nödvändigt för vävnaderna i mag-tarmkanalen, njurarnas homeostas och för trombocytaggregationen (som är en del av hemostasen).
- COX-2 produceras bara i vissa organ vid exponering av substanser frisatta från immunceller eller inflammationskomponenter. COX-2 medierar de karaktäristiska inflammationstecknen av smärta, rodnad, värme och svullnad i vävnaden.[1]